# Macerata (provincie)
De provincie Macerata is gelegen in de Midden-Italiaanse regio Marche. Ze grenst in het noorden aan de provincie Ancona, in het zuiden aan de provincies Ascoli Piceno en Fermo en in het westen aan de provincie Perugia (Umbrië).
In het westen van de provincie ligt de bergketen van de Apennijnen. De hoogste toppen liggen in het uiterste zuidwesten, dit is het bergmassief van de Sibillini dat de status van nationaal park heeft. Het land tussen de hoge toppen en de Adriatische kust is sterk heuvelachtig. De hoofdstad ligt 15 kilometer landinwaarts op een heuveltop tussen de twee belangrijkste dalen van de provincie: het Valle del Chienti en Valle del Potenza. Langs de kust zijn overwegend zandstranden te vinden, de belangrijkste badplaats is Porto Recanati.
Macerata heeft een van de oudste (1290) universiteiten van Italië. De stad telt diverse monumenten waaronder het openluchttheater Sferisterio uit 1819, geïnspireerd op de bouwwerken van Andrea Palladio. Het Piazza della Libertà is het hart van de stad. Hier staan onder andere de Universiteit, het theater, de 15de-eeuwse toren Torre Civica en de Loggia dei Mercanti. De drie andere belangrijkste plaatsen op het gebied van kunst zijn Tolentino, San Severino Marche en Recanati. De plaats Cingoli ligt op een hoogte van 600 meter en biedt uitzicht over de omgeving; het heeft de bijnaam Balkon van de Marken.
In het bergland van de Monti Sibillini is het kuuroord Sarnano de belangrijkste plaats. In de winter kan er op de hellingen van de Sassotetto geskied worden. In de zomer is het een uitgangspunt voor vele wandelingen. Visso zou meer dan 900 jaar ouder dan Rome zijn. Hier is de hoofdkantoor van het nationale park Monti Sibillini gevestigd, ook hier wordt 's winters geskied.

## Foto's

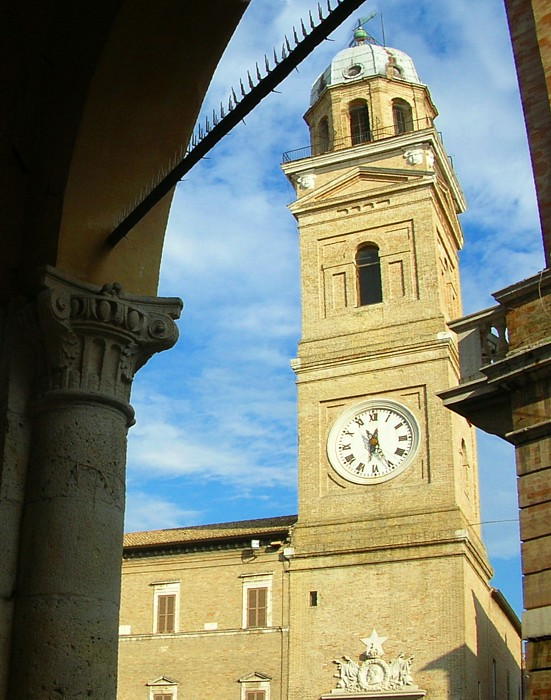
Macerata

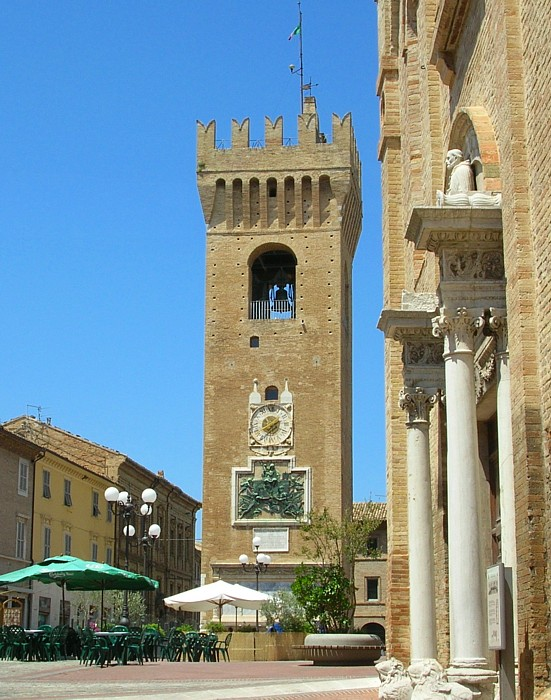
Recanati

## Belangrijke plaatsen
- Macerata (41.831 inw.)
- Civitanova Marche (38.293 inw.)
- Recanati (20.817 inw.)